# Lasaia pseudomeris
Lasaia pseudomeris is een vlindersoort uit de familie van de prachtvlinders (Riodinidae), onderfamilie Riodininae.
Lasaia pseudomeris werd in 1972 beschreven door Clench.